# 蒼隼丸
蒼隼丸（そうしゅんまる）は、江戸時代後期の1849年に幕府が、浦賀奉行所の警備船として建造した帆船である。比較的小型ではあるものの、西洋式帆船であるスループの構造を取り入れた設計であった。東京湾の警備用として同型船が量産された。

## 建造の経緯
いわゆる鎖国体制をとっていた江戸時代の日本であったが、後期になると、1846年（弘化3年）のジェームズ・ビドル艦隊の来航など、外国船の出現が相次ぐようになった。当時の日本の沿岸警備体制は不十分で、例えば、東京湾の海上警備を担当する浦賀奉行所の保有船艇は、老朽化して廃船同様の「下田丸」（32丁艪）を最大とする小早4隻と押送船7隻しかなかった。そこで、海防体制の強化が課題となった。
ビドル艦隊来航後、浦賀奉行の大久保忠豊らは、大型軍船の建造を軸とする海防方針（大船策）を提案した。他方、幕府中央の海防掛らは陸上砲台と小型船による小船策を適当とし、しかも1847年10月（弘化4年9月）に浦賀奉行所が小船策に沿って提案したスループ建造案すらも却下した。却下理由は、西洋式で2本マストのスループは外国船に紛らわしく、天保13年に出された国籍識別目的の3本マスト船禁止令に抵触する虞があること、大型の外国船には性能的に対抗できないので不必要な変革であることなどであった。
不採用となりかけたスループ案であったが、1849年（嘉永2年）、大船策を推す老中の阿部正弘の裁定により、一転して建造が決まった。浦賀奉行所に1隻の試作が命じられ、運用結果が良好であれば量産も行うものとされた。海防掛の反対をふまえ、マストの数は1本だけとし、和船と同じく起倒式とするよう指示された。1849年4月22日（嘉永2年3月30日）に浦賀で起工され、同年8月9日（嘉永2年6月21日）に竣工した。

## 構造
本船の構造は、西洋式のスループを基本とし、和船の設計を加えた和洋折衷のものである。船体は西洋式で、竜骨に肋材（まつら）を組み合わせた上から外板と内板を張っている。舵も洋式の構造であった。船体の大きさは、彦根藩で作成された図面によると、全長55尺（16.7m）、最大幅13尺（3.9m）、喫水4.2尺（1.3m）であった。洋式船としては小型であるが、既存の警備船では最大級の30丁艪相当の規模であった。設計の参考資料とされたのは、佐賀藩から入手したバッテラ（pt:Bateira）と呼ばれる小型洋式船の模型などであった。竣工時には赤と黒の塗装が施されていたが、試乗した大目付・小目付らからの苦情で除去された。
帆装は、和船のような起倒式のマストに、洋式に下端が長い台形の横帆を張っている。帆の上下に帆桁が入っているのも、当時の和船では珍しい。本来のスループでは縦帆が一般的であるが、横帆になったのは和船で一般的であったためと推測される。マストは、前述のように1本だけとするよう指示されていたにもかかわらず、実際には38.5尺（11.7m）の主帆柱の前方に、25.5尺（7.7m）の弥帆柱を持つ二檣帆船として完成した。これは、当時の和船でも2本マストのものは珍しくなかったため、浦賀奉行の判断で決められたものと思われる。弥帆柱を横に傾け、急旋回などの操船に使うことも可能だった。
帆以外の推進設備としては、洋式の櫂が22丁備えられ、無風時の航行などに使用された。武装は、3貫目ハンドモルチール2門と、150目ダライハス6門が備えられた。

## 運用と量産
竣工したスループ船は「蒼隼丸」と命名され、予定通り浦賀奉行所の御備船となった。当初は「○○丸」という命名法ではない名前が検討されたが、慣例に反するとして認められなかった。研究者の安達裕之は、後の君沢形や千代田形のように、量産を見越した「○○形一番」式の船名を付けようとしたのではないかと推測している。
1850年7月5日（嘉永3年5月26日）に、海防掛らによる試乗が行われ、押送船との性能比較も実施された。押送船と比べると順風時には大差なく、逆風航行では優速、無風時の漕走には劣るという結果だった。射撃試験では高い命中率が得られた。
良好な性能を発揮した「蒼隼丸」であったが、試乗から1か月後の8月8日（嘉永3年7月1日）、浦賀奉行所の船倉で行われていた火薬調合作業中に起きた火災で全焼し、失われてしまった。この火災では、ほかに小早の「日吉丸」と「千里丸」（16丁艪）が全焼、「下田丸」が半焼し、軍船は「長津呂丸」（30丁艪）を残すのみとなってしまった。
しかし、町人の丸屋弥市の寄付により2隻目のスループが建造されることになり、1851年（嘉永4年）夏までに竣工、「晨風丸」と命名された。同船はほぼ「蒼隼丸」と同型であるが、補助推進設備は「蒼隼丸」の試乗結果を踏まえて櫂から艪12丁に変更されていたほか、当初から白木造で塗装は施されなかった。武装は船首の3貫目ハンドモルチール1門と、舷側の150目ダライハス6門であった。
その後も、ほぼ同型のスループが浦賀では建造され、「蒼隼丸」を含めて計10隻が竣工した。うち2隻は浦賀奉行所が火災で失った小早「日吉丸」と「千里丸」の代船として建造されたもので、主に応接用へと設計変更されている。残りの6隻は、東京湾の警備を命じられていた会津藩と彦根藩のために建造されたものと安達裕之は推定している。うち2隻は、1852年（嘉永5年）から1853年（嘉永6年）にかけて会津藩のために建造された。会津藩のバッテラとして記録されている「千歳丸」がそのうちの1隻に該当する可能性があるという。なお、「蒼隼丸」と「下田丸」の代船としては大型軍艦1隻の建造が決まり、1854年（嘉永7年）に「鳳凰丸」として完成している。
1853年（嘉永6年）の黒船来航に際しては、「晨風丸」や「千歳丸」に目立った活躍は無かったようである。御船手（幕府の在来型水軍）の桜井藤四郎は、嘉永6年8月に提出した上申書で、両船の性能は芳しくないとの「風聞」を報告している。